# Olmes García
Olmes García (Istmina, Chocó, Colombia; 21 de octubre de 1990) es un futbolista colombiano que se desempeña como delantero y actualmente juega en el Deportivo Coopsol de la Liga 2 del fútbol peruano.

## Trayectoria

### Deportes Quindío
García comenzó su carrera en las divisiones Menores del Deportes Quindío. En 2011, hizo su debut en la Primera División. En su primer año con el club hizo 14 apariciones en liga y anotó dos goles. En 2012, hizo 33 apariciones en liga y anotó cinco goles.

### Real Salt Lake
El 21 de febrero de 2013, García firmó un contrato con Real Salt Lake en MLS después de ser vendido.
Anotaría su primer gol con el Salt Lake en un partido fuera de casa en Vancouver el 13 de abril de 2013.

### San Jose Earthquakes
El 26 de diciembre se oficializa su traspaso al San Jose Earthquakes de la Major League Soccer de Estados Unidos.

### América de Cali
Luego de su paso por Estados Unidos, América de Cali se hace con sus derechos deportivos con la ilusíon de conseguir la tan anhelada estrella 14.

### Real Oviedo
El 22 de enero se confirma su traspaso al Real Oviedo de la Segunda División de España. equipo en el que no llega a debutar ni disputar ningún minuto.

## Clubes
| Club                 | País           | Año         |
| -------------------- | -------------- | ----------- |
| Deportes Quindío     | Colombia       | 2011 - 2012 |
| Real Salt Lake       | Estados Unidos | 2013 - 2016 |
| San Jose Earthquakes | Estados Unidos | 2017        |
| América de Cali      | Colombia       | 2017        |
| Real Oviedo          | España         | 2018        |
| Jaguares de Córdoba  | Colombia       | 2018 - 2019 |
| Deportes Quindío     | Colombia       | 2019 - 2022 |
| Gualaceo S. C.       | Ecuador        | 2023        |

## Estadísticas
Actualizado al último partido disputado el 17 de junio de 2023.
| Club                     | Temporada           | Liga  | Liga  | Copa Nacional | Copa Nacional | Copa Internacional | Copa Internacional | Total | Total | Prom. |
| Club                     | Temporada           | Part. | Goles | Part.         | Goles         | Part.              | Goles              | Part. | Goles | Prom. |
| ------------------------ | ------------------- | ----- | ----- | ------------- | ------------- | ------------------ | ------------------ | ----- | ----- | ----- |
| Deportes Quindío         | 2011                | 14    | 2     | 4             | 1             | -                  | -                  | 18    | 3     | 0,16  |
| Deportes Quindío         | 2012                | 33    | 5     | 6             | 1             | -                  | -                  | 39    | 6     | 0,15  |
| Deportes Quindío         | Total               | 47    | 7     | 10            | 2             | 0                  | 0                  | 57    | 9     | 0,15  |
| Real Salt Lake           | 2013                | 35    | 5     | 3             | 0             | -                  | -                  | 38    | 5     | 0,13  |
| Real Salt Lake           | 2014                | 28    | 4     | 1             | 0             | -                  | -                  | 29    | 4     | 0,13  |
| Real Salt Lake           | 2015                | 33    | 2     | 4             | 1             | 3                  | 1                  | 40    | 4     | 0,10  |
| Real Salt Lake           | 2016                | 25    | 1     | 0             | 0             | 3                  | 0                  | 28    | 1     | 0,0   |
| Real Salt Lake           | Total               | 121   | 12    | 8             | 1             | 6                  | 1                  | 135   | 14    | 0,12  |
| América de Cali          | 2017                | 21    | 4     | 4             | 0             | 0                  | 0                  | 25    | 4     | 0,16  |
| América de Cali          | Total               | 21    | 4     | 4             | 0             | 0                  | 0                  | 25    | 4     | 0,16  |
| Jaguares de Córdoba      | 2018                | 13    | 1     | 2             | 1             | 0                  | 0                  | 15    | 2     | 0,3   |
| Jaguares de Córdoba      | 2019                | 2     | 1     | 0             | 0             | 0                  | 0                  | 2     | 1     | 0,5   |
| Jaguares de Córdoba      | Total               | 15    | 2     | 2             | 1             | 0                  | 0                  | 17    | 3     | 0,3   |
| Gualaceo S. C. · Ecuador | 2023                | 10    | 0     | 0             | 0             | —                  | —                  | 10    | 0     | 0,0   |
| Gualaceo S. C. · Ecuador | Total               | 10    | 0     | 0             | 0             | 0                  | 0                  | 10    | 0     | 0,0   |
| Total en su carrera      | Total en su carrera | 214   | 25    | 24            | 4             | 6                  | 1                  | 244   | 30    | 0.12  |